# Victor Beronius
Victor Mathias Beronius (i riksdagen kallad Beronius i Falun), född 25 januari 1814 i Dannemora församling, Uppsala län, död 21 april 1891 i Hedvig Eleonora församling, Stockholms stad, var en svensk läkare och riksdagsman.
Beronius var underkirurg vid Serafimerlasarettet 1841-1842 och gruvläkare vid Stora kopparberget i Falun 1842-1872. Han företrädde borgarståndet i Falu stad vid ståndsriksdagen 1862/63 samt borgarståndet i Falu stad och Säters stad vid ståndsriksdagen 1865–1866. Han var ledamot av riksdagens andra kammare 1867-1869, invald i Falu, Hedemora och Säters valkrets.
Victor Beronius var bror till Otto Beronius.